# Foetorepus talarae
Foetorepus talarae är en fiskart som först beskrevs av Hildebrand och Barton, 1949.  Foetorepus talarae ingår i släktet Foetorepus och familjen sjökocksfiskar. Inga underarter finns listade i Catalogue of Life.